# Désiré Cnudde
Pour les articles homonymes, voir Cnudde.
Désiré Pierre Cnudde, né à Dampremy le 31 janvier 1884 et décédé le 27 novembre 1964 à Gand fut un homme politique flamand, membre du parti ouvrier belge. Il fut syndicaliste dans le secteur textile.
Il fut tisserand, conseiller communal (1921-46) et échevin (1925-33) de Gand. Il fut élu député de l'arrondissement de Gand-Eeklo (1919-1939).

## Sources
- base bio ODIS